# MW-1
Mehrzweckwaffe-1 (MW-1) – niemiecki zasobnik kasetowy. Przenoszony przez samoloty Panavia Tornado Luftwaffe.
MW-1 składa się z czterech segmentów. Łącznie posiadają one 112 prowadnic z których każda może mieścić:
- 2 bomby STABO
- 2 bomby ASW
- 8 min MIFF
- 42 podpociski KB-44

Zasobnik może być użyty przy prędkości do 1100 km/h i wysokości 30 m. Po zrzuceniu subamunicji kolejne segmenty zasobnika są odrzucane (począwszy od tylnego).

## Dane taktyczno-techniczne
- Masa: 4-5 ton (zależnie od subamunicji)
- Wymiary: 5300x1300x700 mm